# Gaston Armand Amaudruz
Gaston Armand Amaudruz   (Lausana, 21 de desembre de 1920 - 7 de setembre de 2018) fou un polític neofeixista suís.
Inicialment va donar suport el moviment neofeixista suís d'Arthur Fonjallaz. A partir de 1951 va formar el Partit Paneuropeu Nacionalista que va portar al més radical Nou Ordre Europeu aquest grup propugnava un nou eix Roma-Berlín per a lluitar contra el capitalisme i el comunisme.
El 2000 fou sentenciat a un any de presó suïssa per negar l'Holocaust i el 2003 fou novament sentenciat. Tot i així, l'any 2005 continuà publicant en un diari d'extrema dreta: el Courrier du continent.